# Грб Источног Агдера
Грб Источног Агдера је званични симбол норвешког округа Источни Агдер. Грб је званично одобрен краљевском резолуцијом од 12. децембра 1958. године.

## Опис грба
Грб Источног Агдера представљен је са пет наизменичних водоравних пруга (шипке), од чега су три црвене, а две златне.
Пруге представљају две различите заједнице, заједнице земљопоседника и земљорадника. Пруге такође представљају и дрвеће. Дрво се обрађује у унутрашњим деловима покрајине и отпрема се лукама. Шумарство је у овој покрајини једна од важнијих привредних активности.